# Hoppkorv
Hoppkorv è il settimo album degli Hot Tuna ed è stato pubblicato nel 1976.
Nel 1996, la RCA ha prodotto un box set intitolato In a Can che comprende la versione rimasterizzata di questo album oltre ad altri quattro CD; Hot Tuna, First Pull Up, Then Pull Down, Burgers e America's Choice, anch'essi rimasterizzati.

## Tracce
Lato A
1. Santa Claus Retreat (Kaukonen) — 4:10
2. Watch the North Wind Rise (Kaukonen) — 4:39
3. It's So Easy (Holly / Petty) — 2:32
4. Bowlegged Woman, Knock-Kneed Man (Rush / Carter) — 3:05
5. Drivin' Around (Buck) — 2:53

Lato B
1. I Wish You Would  — 3:10
2. I Can't Be Satisfied (Morganfield) — 3:52
3. Talkin' 'Bout You (Berry) — 3:29
4. Extrication Love Song (Kaukonen) — 4:11
5. Song from the Stainless Cymbal (Kaukonen) — 4:01

## Formazione
- Jorma Kaukonen — chitarre elettriche, voce
- Jack Casady — basso
- Bob Steeler — batteria, percussioni

Altri musicisti
- Nick Buck — tastiere
- John Sherman — seconda chitarra in Bowlegged Woman, Knock-Kneed Man
- Karen Tobin — seconda voce